# Seguridad Social
I Seguridad Social sono un gruppo musicale spagnolo originario di Valencia formatosi nel 1982.
Originariamente orientati prevalentemente alla musica punk, nel corso degli anni, durante i quali hanno pubblicato 18 album tra album di inediti, live e raccolte, hanno cambiato genere spostandosi verso il rock e il pop rock, subendo influenze reggae e rumba.
Della formazione originale, solo il cantante José Manuel Casany è rimasto nel gruppo. Nel corso degli anni si sono succeduti numerosi artisti.

## Componenti

### Membri passati
- Rafa Villalba - Batteria
- Alberto Tarín - Chitarra
- Santiago Serrano - Chitarra
- Javier Forment - Batteria
- Emilio Docena - Basso
- Cristóbal Perpinyá - Chitarra
- Julián Nemesio - Batteria

Jesus Gabaldon - Basso

### Formazione attuale
- José Manuel Casany - Voce
- Aristides Abreu - Chitarra
- Javi Vela - Basso
- Rafa Montañana - Batteria

## Discografia

### Album
- 1984 - En desconcierto
- 1985 - Sólo para locos
- 1987 - La explosión de los pastelitos de merengue
- 1988 - Vino, tabaco y caramelos
- 1990 - Introglicerina
- 1991 - Que no se extinga la llama
- 1993 - Furia latina
- 1994 - Compromiso
- 1994 - De amor
- 1996 - Un beso y una flor
- 1997 - En la boca del volcán
- 1999 - Camino vertical
- 2000 - Va por ti
- 2002 - Grandes éxitos
- 2003 - Otros mares
- 2005 - Puerto escondido
- 2007 - 25 Años de Rock&Roll
- 2009 - Clásicos del futuro